# Duplipetala pentanthera
Duplipetala pentanthera är en gentianaväxtart som först beskrevs av Charles Baron Clarke, och fick sitt nu gällande namn av Thiv. Duplipetala pentanthera ingår i släktet Duplipetala och familjen gentianaväxter. Inga underarter finns listade i Catalogue of Life.